# Eugène Corneau
Pour les articles homonymes, voir Corneau.
Eugène Corneau est un peintre et graveur français né le 18 juin 1894 à Vouzeron (Cher) et mort le 11 octobre 1976 à Pontaubert (Yonne).

## Biographie
Eugène Corneau expose pour la première fois en 1918. Il commence à graver en 1920, année où il devient membre fondateur du groupe de la Jeune Peinture française, membre de la Société des peintres-graveurs français et de la Société de l'estampe en 1924.
Le prix Abd-el-Tif lui est attribué en 1925 et il séjourne chez Albert Marquet en 1925 à La Goulette. Il participe à la décoration de la grande pièce d'honneur du Pavillon de l'Algérie à l'Exposition coloniale de 1931 et 1937.
Membre du Comité national du livre en 1947, et de celui du Salon d'automne en 1953, il est nommé professeur de gravure à l'École des beaux-arts d'Alger jusqu'en 1962.

## Œuvres
- Musée national des beaux-arts d'Alger.
- Bibliothèque nationale de France (cabinet des estampes).
- Illustration de livres de Georges Marçais.
- Roland Dorgelès, Entre le ciel et l'eau, carnet de bord d'un voyage en Indochine, Paris, Crès et Cie, 1930.
- Jules Renard, Ragotte, Crès et Cie Collection « Le Musée du Livre », 1931.
- Gabriel Audisio, Le hauthois d'amour, 1932 (pointe-sèche d'Eugène Corneau)[2].
- Louis Hémon, Maria Chapdelaine, Éditions Rombaldi, 1939.
- Émile Verhaeren, Almanach, cahier de vers, Société de Saint Éloy, 1951. Chaque mois de l'année est illustré par un artiste différent : Paul Adrien Bouroux, Paul Baudier, Jean Frélaut, Eugène Corneau, Henry Cheffer, Adolphe Beaufrère, Camille Paul Josso, Pierre-Yves Trémois, Paul Lemagny, Robert Jeannisson, et André Vahl.
- Jean de La Fontaine, Le Songe de Vaux - Elégie pour M. Fouquet, Les Cent Bibliophiles, 1952, 37 eaux-fortes originales d'Eugène Corneau.
- Georges Marçais, Villes et campagnes d'Algérie 2005 (eaux-fortes originales de Jean-Eugène Bersier, Étienne Bouchaud, Eugène Corneau)[2].

## Expositions
- 1929 : Paris, galerie Briant.
- 1935 : Paris, pavillon de Marsan, Exposition artistique de l'Afrique française.
- 1944 : Londres, Royal Water-Color Society.
- 1975 : Saint-Jean-de-Monts, exposition rétrospective.